# Jakobs torg

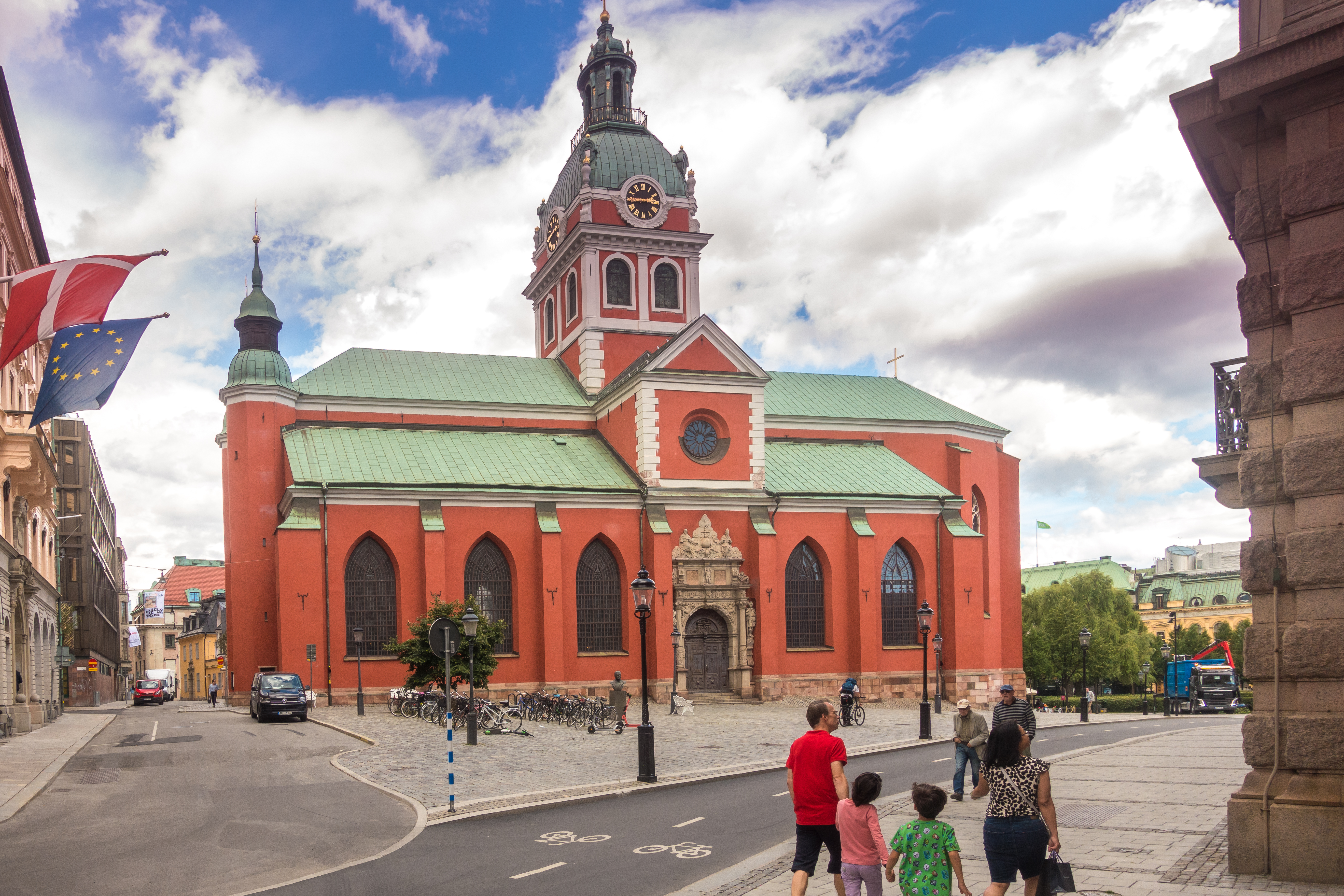
Jakobs torg i Stockholm i juli 2020

Jakobs Torg är ett trekantigt torg på Norrmalm i Stockholms innerstad, inramat av Kungliga Operan, Sankt Jacobs kyrka och Danmarks hus. Längst västra sidan löper Västra Trädgårdsgatan och i öster gränsar torget till Kungsträdgården.
På torget, utanför kyrkan och vänd mot Operan, står en bronsbyst av Jussi Björling, skulpterad av nederländaren Pieter de Monchy 1961 men uppställd på torget först 1994, efter mer än trettio år i Operans ägo.

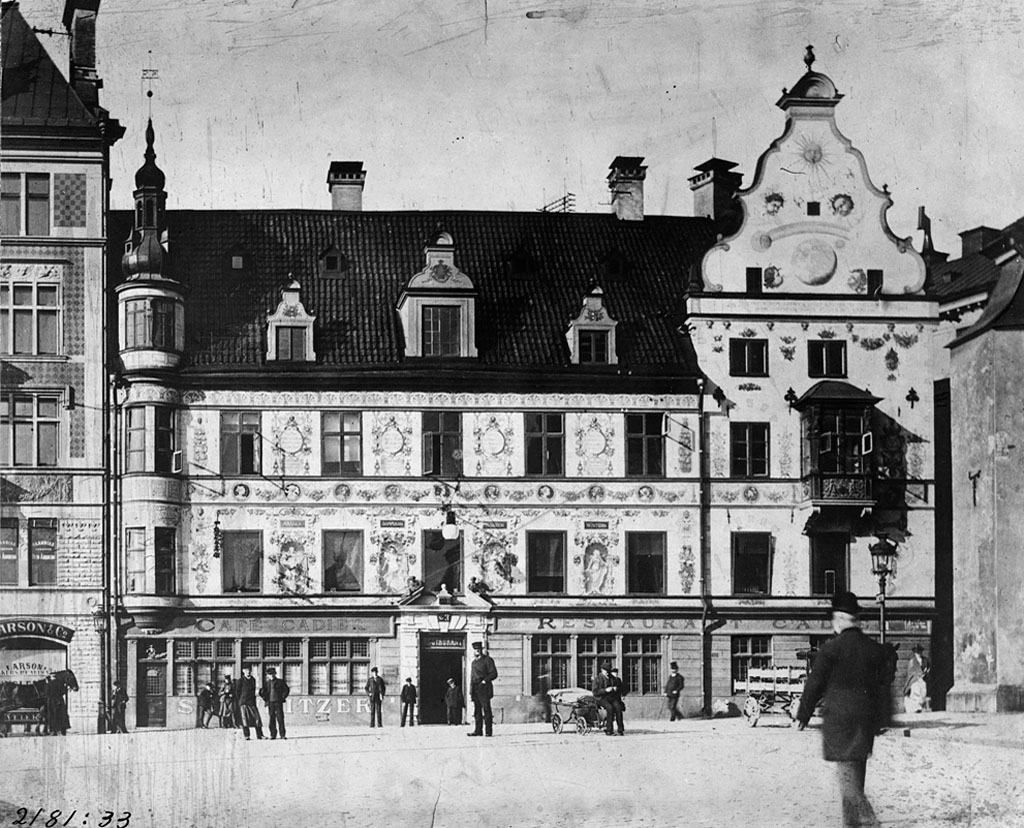
Jakobs torg, 1880-talet.